# Browarnictwo w Gdańsku
Browarnictwo w Gdańsku – przez wieki Gdańsk stanowił centrum browarnictwa tej części Europy, m.in. Pomorza, Państwa zakonu krzyżackiego, Prus Królewskich Korony Królestwa Polskiego, Rzeczypospolitej i Królestwa Prus. Potencjał tworzyły setki niewielkich browarów typu rzemieślniczego. Jednoczył ich bogaty i wpływowy Cech Browarników. Przez wiele stuleci, piwo, zwłaszcza tzw. piwo jopejskie eksportowano do wielu krajów Europy, głównie do Anglii. Dla ułatwienia prac przy załadunku na statki głównie beczek z piwem zbudowano Żuraw. W 1378 doszło do konfliktu z zakonem krzyżackim, w okresie późniejszym, pomiędzy gdańszczanami a browarnikami warszawskimi. Około 1416 najwięcej browarników (73) mieszkało przy Hundegasse, obecnej ul. Ogarnej. W XV wieku nastąpił rozkwit browarnictwa – do około 250 tys. beczek. Wydawane spisy w 1565 i w latach następnych odnotowały wśród największych browarników w Gdańsku i na Pomorzu rodzinę Schröder (Hans Schröder, Joachim Schröder i Georg Schröder).
Od początku XVI wieku produkcję stopniowo zaczęto przenosić na przedmieścia – Biskupią Górkę, Chełm, i Stare Szkoty. W tym okresie szereg browarów prowadzili Mennonici (np. rodzina Fischerów). Około 1620 przy wspomnianej już Hundegasse 11 zbudował sobie siedzibę cech browarników. W XVII wieku znacznie zmniejszyła się ilość produkowanego piwa – do około 50 tys. beczek. W okresie napoleońskim piwo uważano za napój najniższych warstw społecznych. Przebywający w Gdańsku Józef Ignacy Kraszewski zanotował, że "nie dane mu już było spróbować tego smaku, z którego kiedyś słynęło miasto". Sytuacja częściowo się odwróciła w XIX wieku - powstały nowe browary w Nowym Porcie, Oliwie, na Oruni, we Wrzeszczu, i Sopocie. W tym okresie najwięcej ich funkcjonowało przy ul. Korzennej (9), Szerokiej (8), Ogarnej (7), i w rejonie Targu Rybnego, ul. Rycerskiej i Grodzkiej, oraz Starej Stoczni (łącznie 6). 
W tym samym czasie również importowano piwo, m.in. z Lubeki, Wismaru, Słupska, i Warmii, w okresie międzywojennym - m.in. z Warszawy (Haberbusch i Schiele) i Żywca (Browar w Żywcu).

## Koncentracja kapitału
W Gdańsku postępowała koncentracja kapitału: 
- rosła potęga rodziny Fischer zarządzającej 4 browarami - Bierbrauerei Richard Fischer, Brauerei Paul Fischer Inh. Frau Johanna Wenkel, Brauerei A.Fischer jun. Inh. Rud. Winkelhausen oraz Brauerei A.Fischer,
- większe browary przejmowały mniejsze, np. wymieniony już Brauerei Paul Fischer wykupił Alte Danziger Schloßbrauerei, Bergschlösschen Brauerei Zoppot, Michael Wanninger Söhne oraz Brauerei Leonhard Waas, które następnie zlikwidował,
- kupowano browary poza Gdańskiem, np. 
  - browar Brauerei Paul Fischer przejął w Kwidzynie (Brauerei und Malzfabrik Hammermühle) i Lubawie koło Iławy (Bartnikowski & Eschholz),
  - browar Danziger Aktien Bierbrauerei - w Wejherowie (Mälzerei Neustadt/Westpr.),
- browar Brauerei Englisch Brunnen z Elbląga przejął 2 zakłady w Gdańsku - Alt-Danziger Rodenacker Brauerei i Brauerei Paul Fischer, które również zlikwidowano.

## Koncentracja lokalizacji browarów
Można przyjąć, iż najwięcej browarów mieściło się przy:
- Pfefferstadt (ul. Korzenna)
  - W.L. Jenin, Pfefferstadt 11
  - J. Kniewel, Pfefferstadt 18
  - Brauerei L.O. Kämmerer Inh. W. Krohm, Pfefferstadt 19-21
  - Brauerei A. Fischer, Pfefferstadt 20
  - de Veer, Pfefferstadt 21-22
  - Brauerei J. von Puttkamer vorm. O.F. Drewke, Pfefferstadt 23-27
  - Readner, Pfefferstadt 36
  - Brauerei P.F. Eisenhardt Nachf. Inh. Th. Holtz, Pfefferstadt 46
  - H.W. Mayer Brauerei, Pfefferstadt 54
- Breitgasse (ul. Szeroka)
  - E. Baer, Breitgasse 44
  - Wunnicker, Breigasse 48
  - G. Linck, Breitgasse 50
  - Grangé Noel Erdmann, Breitgasse 56-57
  - Otto Schwartz, Breitgasse 85
  - Peters, Breitgasse 94
  - C. Zimmermann, Breitgasse 113
  - J.C. Axt, Breitgasse 120
- Hundegasse (ul. Ogarna)
  - Baer, Hundegasse 6-7
  - Brauerei F. Durand, Hundegasse 8
  - Brauerei Paul Fischer Inh. Frau Johanna Wenkel, Hundegasse 8-9
  - Alte Danziger Brauerei E. Rodenacker, Hundegasse 11-12
  - J. Kossakowski, Hundegasse 16
  - Germania Brauerei F. Lemon, Hundegasse 46
  - J.M. Mundt, Hundegasse 127-128
- miejsce w rejonie Rittergasse (ul. Rycerska), Burgstr. (ul. Grodzka), Fischmarkt (Targ Rybny) oraz Brabank (Stara Stocznia)
  - Brauerei Heinrich Glaubitz Inh. August Jürgensen, Rittergasse 7
  - Alte Danziger Schloßbrauerei, Ritttergasse 10
  - genossenschaftsbrauerei, Burgstr.
  - Störmer, Fischmarkt 25
  - Rexin, Fischmarkt 31
  - Fritz Jansen & Sohn, Brabank

## Liczba browarów
- w 1416 na Głównym Mieście - 378,
- na początku XV wieku w Gdańsku - 300, a według innych źródeł[jakich?] 370,
- na początku XVI wieku - ponad 400,
- 1691 – 70 browarów na przedmieściach,
- 1745 – 20 browarów w Gdańsku i 160 na przedmieściach,
- 1793–1806 – łącznie 34 browary,
- 1820 – 31 browarów,
- 1880 – 13 browarów,
- 1900 – 15 browarów,

- 1908 – 17 browarów,
- 1912 – 11 browarów,
- 1913 – 10 browarów,
- 1914 – 8 browarów,
- 1918 – 7 browarów,
- 1920 – 4 browary,
- 1929 – 3 browary,
- 1945 – 2 browary.

## Browary
Lista ułożona według lat kończenia produkcji. 
- Baer, Hundegasse 6-7 (ul. Ogarna), okres funkcjonowania: 1790-1808
- de Veer, Pfefferstadt 21-22 (ul. Korzenna), okres funkcjonowania: 1808
- Readner, Pfefferstadt 36 (ul. Korzenna), okres funkcjonowania: 1808
- Stürmer, Johannisgasse 67 (ul. Świętojańska), okres funkcjonowania: 1808
- Störmer, Fischmarkt 25 (Targ Rybny), okres funkcjonowania: 1808
- Rexin, Fischmarkt 31 (Targ Rybny), okres funkcjonowania: 1808
- M. Jantzen, Ropergasse 20 (ul. Powroźnicza), okres funkcjonowania: -1808
- Peters, Breitgasse 94 (ul. Szeroka), okres funkcjonowania: -1800-1810
- C.F. Mroczek, Pfefferstadt 55[1] (ul. Korzenna), okres funkcjonowania: (1649→) 1800-1813
  - Brauerei Abraham Hevelke
  - Brauerei Michael Hevelke
  - Brauerei Johannes Hevelke (Browar Jana Heweliusza) 1649-1687
- E. Baer, Breitgasse 44 (ul. Szeroka), okres funkcjonowania: -1800-1814
  - część browaru G. Lincka, Breitgasse 48-50 1815-
- Wunnicker, Breigasse 48 (ul. Szeroka), okres funkcjonowania: -1800-1815
  - część browaru G. Lincka, Breitgasse 48-50 1815-
- J.C. Hopp, Strzyża, okres funkcjonowania: 1817
- J. Jantzen, St. Adalbert (Święty Wojciech), okres funkcjonowania: 1817
- J.B. Söncke, St. Adalbert (Święty Wojciech), okres funkcjonowania: 1817
- A. Zimmermann, Langfuhr (Wrzeszcz), okres funkcjonowania: 1817
- C. Zimmermann, Breitgasse 113 (ul. Szeroka), okres funkcjonowania: 1817
- Grangé Noel Erdmann, Breitgasse 56-57 (ul. Szeroka), okres funkcjonowania: -1808-1817
- J.F. Bethge, Heilige-Geist-Gasse 124 (ul. Sw. Ducha), okres funkcjonowania: 1808-1817
- Störmer, 3. Damm 7 (ul. Grobla III), okres funkcjonowania: -1808 (→1817)
  - J.G. Gumlich 1817
- K.A. Groddeck, 3. Damm 16-17 (ul. Grobla III), okres funkcjonowania: (-1800) 1808 (→1854)
  - A.T. Groddeck 1817
  - Meyer 1854
- Taubert, 3 Damm 2 (ul. Grobla III), okres funkcjonowania: -1800-1808 (→1824) 
  - B. Momber 1808-1824
- Bast & Co. GmbH Bierbrauerei Danziger Mumme, Weidengasse 35-38 (ul. Łąkowa), okres funkcjonowania: 1825-1828
- J. Löwens, Altstädtischer Graben 28 (ul. Podwale Staromiejskie), okres funkcjonowania: 1817-1831
- D. Siemens, An der Schneidemühle 11 (ul. Tartaczna), okres funkcjonowania: 1831-1834
- F. Dommer, Langgarten 63 (ul. Długie Ogrody), okres funkcjonowania: 1820-1839
- W. Janzen, Stadtgebiet 24 (Oruńskie Przedmieście), okres funkcjonowania: 1839
- H. Voigt, Steindamm 4-6 (ul. Kamienna Grobla), okres funkcjonowania: 1839
- J. Kniewel, Pfefferstadt 18 (ul. Korzenna), okres funkcjonowania: -1800-1810 (→1839)
  - A. Kniewel 1810-1839
- J. Kossakowski, Hundegasse 16 (ul. Ogarna), okres funkcjonowania: (1797→) 1815-1842
  - G. Krüger 1797-1808
- J.C. Axt, Breitgasse 120 (ul. Szeroka), okres funkcjonowania: (1808→) 1817-1844
  - Peters 1808
  - J.C. Axt 1817-1844
- J.W. Krumbügel, Mattenbuden 31 (ul. Szopy), okres funkcjonowania: 1850
  - C.W. Krumbügel 1815-
- J.M. Mundt, Hundegasse 127-128 (ul. Ogarna), okres funkcjonowania: -1800-1850
- H. von Steen, Langfuhr (Wrzeszcz), okres funkcjonowania: 1839-1854
- C.A. Axt, Holzmarkt 4 (Targ Drzewny), okres funkcjonowania: (-1800→) 1831-1856
  - Tilenius -1800
  - C.J. von Zielinski 1817
  - C.A. Axt 1831-1856
- C.W.M. Burkhard, Ankerschmiedegasse 15 (ul. Kotwiczników), okres funkcjonowania: (1817→)-1858
  - J. Weis 1817-1821
  - A.H. Weis 1821-1839
  - C.W.M. Burkhard 1854
- W.L. Jenin, Pfefferstadt 11 (ul. Korzenna), okres funkcjonowania: -1839-1859
- Brauerei Carl Reclam, okres funkcjonowania: 1855-1862
- G. Linck, Breitgasse 50, 47/50 po 1839, (ul. Szeroka), okres funkcjonowania: -1800-1865
- Otto Schwartz, Breitgasse 85 (ul. Szeroka), okres funkcjonowania: 1862-1869
  - M. Dauter 1808
  - Krüger 1854
  - Otto Schwartz 1862-1869
- A. Krüger, Häkergasse 13-14, (ul. Straganiarska), okres funkcjonowania: (-1800→) 1862-1870
  - B.H. Krüger -1800-1837
  - G.H. Krüger 1837-1841
  - C. Lämmer 1854
  - A. Krüger 1862-1870
- Brauerei Franz Durand, Hundegasse 8 (ul. Ogarna), okres funkcjonowania: 1865-1872
- Brauerei C.F.W. Müller, okres funkcjonowania: 1880-1888
- Brauer Johann Ludwig, Töpfergasse 5/6 i 5/8 (ul. Garncarska), okres funkcjonowania: -1800-1813 (→1895)
  - Brauer I.C. Hopp 1817-1840
  - Brauer J.P. Kilp 1854-1881
  - Brauerei F. Kilp 1865-1896
  - Brauer R. Kilp 1881-1889
  - Brauer W.L. Rennwenz 1889-1895
- Jopenbierbrauerei G.F.A.S. Steiff (Browar Piwa Jopejskiego), Schmiedegasse 30 (ul. Kowalska 30-31), nast. Halbengasse 2 (ul. Na Piaskach), okres funkcjonowania: (1808→)-1898
  - J. Hildebrandt 1808-1813
  - Brauerei G.F.A. Steiff & Co. 1825-1855
  - Jopenbierbrauerei G.F.A. Steiff Inh. Bischoff & Lickfett 1881
- Danziger Malz- und Exportbierbraurei, Ohra-Hauptstrasse 4 (Trakt św. Wojciecha), okres funkcjonowania: 1901
- Danziger Vereinsbrauerei Heinrich Barczewski (Zjednoczony Browar Gdański), Wrzeszcz, Hauptstrasse 38 (ul. Grunwaldzka), okres funkcjonowania: (1855→) 1896-1904
  - Brauerei C.G.E. Rohloff 1855
  - Brauerei Th. Barg 1875
  - Brauerei A.B. Barg 1875-1892
  - Brauerei Albert Victor Ziehn 1892-1896
  - Danziger Vereinsbrauerei Heinrich Barczewski 1896-1901
- Brennerei und Hefenfabrik, St. Adalbert 43 (Święty Wojciech), okres funkcjonowania: 1835-1905
- Erste Ostdeutsche Malzextract Brauerei von Adolph Schwarz (Pierwszy Wschodnioniemiecki Browar Słodowy), Pfarrhof 3 (ul. Plebania), okres funkcjonowania: 1896-1906
- Brauerei Heinrich Glaubitz Inh. August Jürgensen, Rittergasse 7 (ul. Rycerska), okres funkcjonowania: 1896-1906
  - Brauerei Heinrich Glaubitz 1896
- Walter Kämmerer Brauerei, Stadtgebiet 12 (ul. Trakt św. Wojciecha), okres funkcjonowania: 1904-1908
- Gesellschaft für Brauerei-Spirituis und Preßhefe-Fabrik, Nowy Port, Hafenstrasse 21 (Nabrzeże Oliwskie), okres funkcjonowania: 1904-1908
- Brauerei P.F. Eisenhardt Nachf. Inh. Th. Holtz, Pfefferstadt 46 (ul. Korzenna), okres funkcjonowania: (1808→)-1908
  - Krüger 1808
  - L.A. Jenin 1817-1836
  - W.L. Jenin 1836-1860
  - Brauerei Kreissig & Eisenhardt 1860-1870
  - Brauerei P.F. Eisenhardt 1870-1879
  - Max Eisenhardt 1879-1887
  - Brauerei P.F. Eisenhardt Nachf. Inh. Th. Holtz/Holz 1887-1905
- H.W. Mayer Brauerei, Pfefferstadt 54[2][3] (ul. Korzenna), okres funkcjonowania: (1856→)-1908 
  - Ackermannn -1800
  - H.W. Mayer 1815-1856
  - H.W. Mayer 1856-1907
- Danziger Malzbier Brauerei Bernhardt Behrendt (Gdański Browar Piwa Słodowego), Orunia, Hauptstr 4 (ul. Dworcowa), okres funkcjonowania: 1892-1908 
  - Brauerei Ohra Gustav Naumien 1898
- Germania Brauerei F. Lemon, Hundegasse 46 (ul. Ogarna), okres funkcjonowania: 1900-1908
- Brauerei J. Gramm, St. Albrecht 49/51 (Św. Wojciech), okres funkcjonowania: 1865-1908 
  - Brauerei H. Penner 1865
  - Brauerei Wilhelm Penner 1895
- genossenschaftsbrauerei (Browar Spółdzielczy), Burgstr. (ul. Grodzka), okres funkcjonowania: 1910-1913
- Alte Danziger Schloßbrauerei (Stary Gdański Browar Zamkowy), Ritttergasse 10 (ul. Rycerska), okres funkcjonowania: (po 1657→) 1913-1915 (→1929)[4][5][6]
  - F.J. Stolle 1792-1834
  - Brauerei J. Witt 1834-1894
  - Brauerei J. Witt Inh. Margarethe Glaubitz 1894-1910
  - Alte Danziger Schloßbrauerei 1910-1915
  - oddział Danziger Aktien-Bierbrauerei 1916-1929
- Brauerei L.O. Kämmerer Inh. W. Krohm, Pfefferstadt 19/21 (ul. Korzenna), okres funkcjonowania: (1855) 1914
  - Brauerei Georg Link 1855
  - Brauerei O.F. Link 1872
  - Brauerei L.O. Kämmerer 1891
  - Brauerei L.O. Kämmerer Inh. Louis Nordt 1892-1912
  - Brauerei L.O. Kämmerer Inh. W. Krohm 1914
- Brauerei A. Fischer jun. Inh. Rud. Winkelhausen, Altschottland 68 (Trakt Św. Wojciecha), okres funkcjonowania: -1800-1918
  - I. Fischer -1800-1817
  - P. Fischer 1817-1851
  - Brauerei A. Fischer jun. 1851-1878
  - Brauerei A. Fischer jun. Inh. August Wolff & Co. 1878-1904
  - Braurei A. Fischer jun. Inh. Rud. Wilkelhausen 1904-1918
- Bergschlösschen Brauerei Zoppot (Browar Zameczek Górski), Michael Wanninger Söhne, Pommerschestr. 137 (ul. Armii Krajowej ), okres funkcjonowania: [1875→] 1902-1918[6]
  - Bergschlösschen Brauerei Zoppot 1875
  - Bergschlösschen Brauerei Zoppot, Michael Wanninger Söhne 1902-1918
- Alte Danziger Brauerei E. Rodenacker (Stary Browar Gdański), Hundegasse 11-12 (ul. Ogarna), okres funkcjonowania: (1712→) 1875-1918[7]
  - Hahn 1771-1815
  - C.A. Mroczek 1815-1835
  - W. Rodenacker 1835-1875
  - Alte Danziger Brauerei E. Rodenacker 1875-1918
- Brauerei Paul Fischer Inh. Frau Johanna Wentzel, Hundegasse 8/9 (ul. Ogarna), okres funkcjonowania: (1752→)-1920[8]
  - A.B. Dälmer 1790-1830
  - C.A. Dälmer 1830-1846
  - F. Durand 1846-1872
  - P. Fischer 1872-1884
  - Johanna Wentzel 1884-1920
- Bierbrauerei und Destilation, St. Adalbert 49-50 (Święty Wojciech), okres funkcjonowania: -1850-1893 (→1920)
  - W. Penner Nachfl. J. Gamm 1893-1920
- Schöler, Pfefferstadt 23/27 (ul. Korzenna), okres funkcjonowania: -1800-1810 (→1927)
  - G.B. Drewcke 1810-1838
  - O.F. Drewcke 1838-1852
  - Brauerei J. von Puttkamer vorm. O.F. Drewke 1853-1927
- Brauerei Leonhard Waas, Poggenpfuhl 43-45 (ul. Żabi Kruk), okres funkcjonowania: 1900-1929[6]
  - Brauerei Karl Pantel 1900
  - Brauerei Peter Pantel 1902-1909, Erste Danziger Weissbierbrauerei Peter Pantel
  - Brauerei Peter Pantel Nachf. Inh. MaxSokolowski 1913
  - Erste Danziger Weiß- Doppel-Malzbierbrauerei Leonhard Waas 1919
- Bierbrauerei Richard Fischer, Nowy Port, Weichselstr 2 (ul. Starowiślna), okres funkcjonowania: 1708 [1804]-1945
  - L. Broschke 1817
  - Fischer und A. Laurentin 1831
  - J. Fischer 1820-1840
  - Richard Fischer Brauerei 1865-1908
  - Danziger Malz und Exportbierbrauerei Fischer Inh. Georg Fischer 1915
  - Brauerei Richard Fischer Inh. Georg Fischer 1920
  - Export und Lagerbierbrauerei Richard Fischer KG 1938-1945
- Hevelius Brewing Company Ltd., ul. Kilińskiego 6-7 (Labesweg), okres funkcjonowania: [XVIII]-1991-2001 
  - mały drewniany browar, okres funkcjonowania: XVIII-1871
  - Danziger Aktien-Bierbrauerai-Kleinhammer 1871
  - Danziger Aktien Bierbrauerei
  - Państwowy Browar Nr 1 w Gdańsku-Wrzeszczu – 1945
  - Gdańskie Zakłady Piwowarskie - 1950
  - Gdańskie Zakłady Piwowarskie im. Jana Heweliusza - 1988
- H. Wirth, Oliwa, Gneisenaustraße 9 (ul. Kaprów)
- Fritz Jansen & Sohn, Brabank (ul. Stara Stocznia)

## Liczba zatrudnionych w największych browarach w 1908[9]
- Danziger Aktien Bierbrauerei – 166 pracowników
- Bierbrauerei Richard Fischer – 36
- Brauerei Paul Fischer – 36
- Brauerei J. von Puttkamer vorm. O.F.Drewke – 33
- Alte Danziger Brauerei E. Rodenacker – 26
- Brauerei A.Fischer jun. – 20
- Brauerei L.O.Kämmerer – 13